# تشيكينا

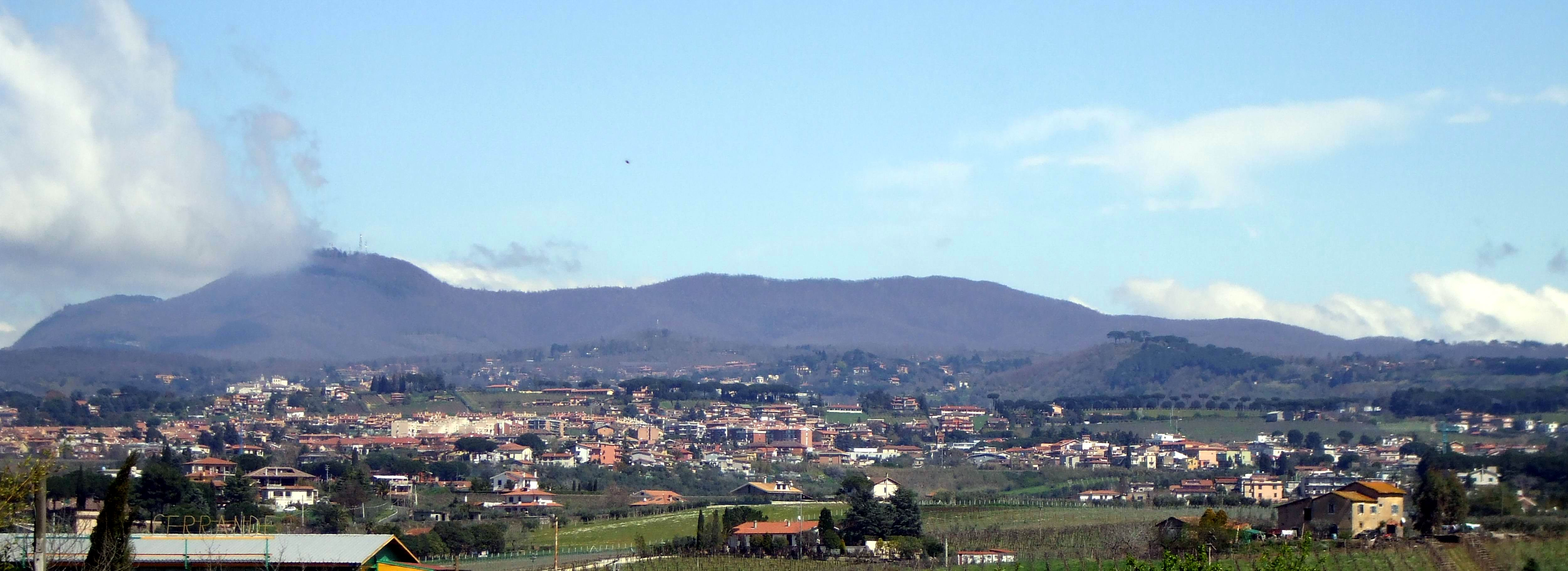

تشيكّينا هي المدينة يصل تعداد سكانها إلى حوالي 12,000 نسمة وهي مقسمة ما بين بلدات ألبانو لاتسيالي _ وهي المنطقة الإدارية_ وبلدات أريتشا وأرديا _ ولهم جزء بسيط من الإدراة_ في مقاطعة روما في لاتسيو.
تتميز هذه المدينة بتنمية حضارية حديثة في منطقة كاستلى رومانى حيث يوجد أقدم جزء منها على ارتفاع 237 على منحدر غربي لفوهة بركان قديمة خامد لفاليرنتشا، وفي الكيلو 9 لشارع ريجونالى 207 نيتو نينسى وعلى طول السكك الحديدية روما_فليتري.

## الجغرافيا

### المناخ
نظراً لموقعها جانب التلال وقربها من البحر حيث تبعد عنه بحوالي 20 كم فقط، تتمتع تشيكّينا بمناخ البحر الأبيض المتوسط مع صيف حار ورطب وشتاء معتدل نسبياً.
فيما يتعلق بالحرارة للمنطقة، تقع هذه الأراضي ضمن سيطرة مناخ البحر الأبيض المتوسط المعتدل مع شتاء معتدل ودرجات الحرارة في فصل الخريف أعلى من نظيراتها في فصل الربيع وصيف رطب. وتسقط الأمطار سنوياً بمعدل حوالى 900_1000 ملم في السنة مع انخفاض منذ شهر كانون الثاني _ شباط إلى شهر تموز _ أب وارتفاع حاد في أيلول. وفي الغالب تُهب الرياح من الجنوب ومن الغرب ونادراً ما تَهُب من الشمال والشرق. يصبح التوزيع السنوي للأمطار أقل من 1000 ملم ويتضمن في المتوسط ما بين 700 و900 ملم. في كولى البانى تحدث ظاهرة ستاو نتيجة انخفاض البخار المائي في السحب مع ارتفاع الأراضي ولذلك من المحتمل أن يكن سقوط الأمطار بشكل كبير على المرتفعات الأولى لكولى البانى وتتوجه نحو البحر اتجاه جنوب_غرب والجزء الصغير منها اتجاه الشمال.
و عادةً ما تجتاح هذه المنطقة رياح شيروكو وليبيتشو ولكنها تبدو في بعض الأحيان أيضاً رياح بونينتينو. وعلى العكس أثناء الشتاء يصبح لدية وجود ترامونتانا وجريكالو أول منشأ من السهل الواسع لارجو رومانو.

### الإقليم
من الناحية الجغرافية تتكون أراضي مدينة تشيكّينا من مواد الظواهر الفوارانية النهائية لبركان إقليم لاتسيو التي نتجت عن فوهات بحيرة ألبانو وفاليريتشا وبركة تورنو في بافونا في الأراضى المجاورة لكاستيل غاندولفو. نشأت هذه المواد البركانية، وصخور تشيكّينا على مدار تقريبا 30,000 عام من نوع من الصخور البركانية والمواد التي تتكون بشكل أساسي من منطفة الكاستيلّى روماني والتي تخفي سرية إنتاج النبيذ في المنطقة.
لا توجد مرتفاعات الإغاثة في المناطق الإدارية لمدينة تشيكّينا نظراً لأن هذه الأرض تميل إلى الانخفاض نحو بحر التيرانى من الجبال البركانية لكولى ألباني.
يصل أقصى ارتفاع إلى 315 متراً فوق مستوى سطح البحر بالقرب من مكان قديم يُدعى بريلاتورا دوريا (يُطلق عليه الآن بيرلاتورا) على طول طريق مقاطعة فاليريتشا_بيرلاتورا فهو يطل على فوهة بركان فاليريتشا.
أكثر المدن المنخفضة هناك هم جينيستيتو، وروفيلى ومساحتهم 290 متر فوق مستوى سطح البحر وبوجيو امينو (المعروفة سابقا باسم كولى كونيكيونى ومساحتها 276 متر فوق مستوى سطح البحر) على العكس تشهد محطة السكك الحديدية في تشيكّينا 216 متر فوق مستوى سطح الأرض بينما يتضح أن منطقة رونتشليانو 181 متر وكانتشليرا 175 متر ومونتانيانو 151 متر فوق مستوى سطح البحر.
وفقاً لإعادة التصنيف الزلزالى لأراضى إقليم لاتسيو عام 2003، يعد الشاط الزلزالى في هذه المنطقة متوسط_مرتفع
الأصل من اسمها:
أخذت تشيكينا اسمها من كاهن كاتوليكى، المونسنيور سيباستيان سيتشينى، وهو رومانى من عائلة سمية نبيلة وكان يمتلك في حوالى منتصف القرن السابع عشر منزلا عند كيلو 9 في شارع نيتونينسى (المعروف قديما بشارع انسياتينا الرومانى) على مفترق طرق جينزانو دى روما وبعد ذلك أخذ المنزل اسم منزل تشيكينا (التي تسمى اليوم بتشكينا القديمة).
و هناك أيضا حدثين اخرين يتعلقان باسمها: اولاهما: اكتشاف تمثال قديم لأمراه ينقصها عين ولهذا السبب تتحدث الاساطير في مذكراتها التاريخية عن سلالة الملك تورنو، الذي فقد عينة ولهذا يدعى تشكينا، الذي تزوج محارب قوى وجميل يسمى ساتورنو وانتقل إلى الكهوف الموجودة في تشكينا العليا على التلال وبعد ذلك سميت كونيكيونى (ويطلق عليها حاليا اسم بوجيو امينو). ثانيا: تراث تشكينا الذي كان ملكية لماركيز دى روسي ناتاليا في فيراتولى. وكل ذلك يؤكد على الصلة الوثيقة بالاسم مع الوقائع والاحداث التي حدثت بالفعل وليست هناك اى إشارة لافترضات توقعية أو ساطير.
اهمية محطة تشكينا:
كانت أول خطوط السكك الحديدية لدولة بونتيفتشو التي نشأت منذ أول منتصف القرن التاسع عشر لديها واحدة من عمليات التغير لخطوطها الحقيقية والفعالة فاصبحت تنطلق بشكل الزامى متوجه ليس فقط إلى فيليترى ولكن أيضا إلى انزيو حتى البانو.
على سبيل المثال استطاع غابربيل دانونسيو نفسة تذكر كيفية وصولة إلى فندق البان حيث قضى فية واحدة من ليالى الحب الشهيرة فكم اهمية الطريق الصلب (السكك الحديدية) لهذة المنطقة التي تظهرها أيضا صور تاريخية قديمة التي تشهد على أول قاعات المدرسة المحلية الابتدائية التي تم تركيبها في عربة السكك الحديدية حتى اليوم يزال الدليل الرسمى للوثائق الايطاليه يحسب هذا المكان ليس باسمه الحقيقى ولكن باسم محطة تشكينا.
هو تعرض لموقف بسيط بالقرب من هذه المحطة. كانت الاهمية المكتسبة من محطة تشكينا ملحوظة وخاصة فيما يتعلق باصلاح اراضى التلاتينات في المناطق القريبة من المستنقعة الجسرية وأيضا خلال الحربين العالميتين الاولى1915_1918 والثانية 1939_1945.
في تشكينا، تدفقت البضائع بجميع انواعها لكل ضروريات الحياة المستخدمة من حين إلى اخر قام العاملين في عمليات اصلاح الاراضى بتمزيق الاقاليم الجديدة في المستنقعات غير الصحية ومنتجات العقارات الكبيرة في تشكينا التي تشارك بشكل كبير في مزارع الكروم وبساتين الزيتون وفي الرعى الوحشى للقاحات الشهيرة في تشكينا من القرون الطويلة الموجه من رعاه البقر وذلك باستخدام طرق النقل في البلد وهناك كميات كبيرة تناسب (تستفيد منها) السكك الحديدية وهناك ما تم طردة في كل اتجاه.
تم التجهيز لتركيب رصيف دائر في محطة السكك الحديدية للمناورات في القاطرات والخزان الكبير لامدادتهم المائية. اثناء الحرب العالمية الأولى، على سبيل المثال، قام جزء من الجيش الايطالى بشكل مستمر بتزويد محطة تشكينا بالقمح والشوفان وحبوب العلف من خلال التي وردت من الحكومة في ذلك الوقت. كان المئات من الماشية والخيول يرحلون للجبهة الاوائل منهم للذبح والاخرين متجهين إلى مناطق العمليات.

## تاريخها
في بداية عام 2008, حدد الشاب كريستيان ماورى –باحث وطالب بكلية الآثار- موقع المدينة لوكوس فرينتيناى (فيرينتينا)(14) بدقة في منطقة تشيكّينا في ألبانو لاتسيو، وهذه المدينة القديمة هي المكان المُقَدَّس حيث كانت تُعقَد اجتماعات المدينة لرابطة لاتينا. بالفعل كان يعتقد المؤرخ ايمانويل لوتشيدى أن تشيكّينا قد نشأت بالقرب من مقر مدينة كوريولى (15), التي احتلها البطل الرومانى جنيو ماركو كوريولاس، كما اعتقد أيضًا أن التزم الرومان بناء منافذ على بحيرة نيمى وبحية فاللريتشا (16) بهدف موازنة مستوى المياه في البحيريتين اللتين تعبران منطقة تشيكّينا نزولًا بوادٍ باتجاه البحر التيرانى. وفي الحقيقة قد أوضحت التحليلات الأثرية والطبوغرافية وجود قرية سكانية في تشيكّينا، استمرت فيها الحياة منذ العصر البرونزى وحتى العصر الجمهورى، وبمقارنة هذه النتيجة بالمصادر الأدبية أمكن التعرف على فيرينتينا القديمة (17). نشأت تلك المدينة منذ العصر العتيق على أرض أريتشا على مسافة ليست ببعيدة من مدينة كوريولى (مونتى جيوفى اليوم). من الاكتشافات الأثرية المهمة المؤثرة في منطقة تشيكّينا في القرن العشرين نذكر القرية السكانية من العصر الحديدى والتي اكتُشِفَت في السبيعنيات على طول طريق بيرلاتوراو المقابر القديمة بشارع لاتسيو وهي مقابر ظلت غير معروفة لسنوات عديدة (11). وكانت هذه المقابر على وجه التحديد هي المكان الذي قُتِلَ فيه تورنو على يد تاركوينيوس سوبريوس الفخور في إحدى الاجتماعات لرابطة لاتينا في نهاية القرن السادس قبل الميلاد، وكان ذلك بسبب معارضته لملك روما. احتوت المقابر المحفورة على حوالى 20 هيكل عظمى متجمعين في مكان واحد ولكن بدون جماجم، وبالجوار قد عُثِرَ على هذه الجماجم في حفرة دائرية، وذلك بمثابة علامة واضحة على تنفيذ حكم إعدام عام.و على مقربةٍ وُجِدَ مصب منفذ بحيرة نيمى في مدينة تشيكُينا فيمكن مطابقته بنهر كابوت اكواى فرينتيناى الذي ذكره المؤرخون والذي قُتِلَ تورنو بجانبه.
و يجب الإشارة إلى المعبد المشهور بوادى أريتشا الذي عُثِرَ عليه أسفل الجبل التوفى بطريق بيرلاتورا، بالقرب من تشيكينا، وقد ضم هذا المعبد التماثيل الجميلة للإلاهات الثلاث (سيريس، بروسيربينا، وفيرينتينا بالذات). واليوم تُحفَظ هذه التماثيل في متحف ديلى تيرم في روما.
و مكان اخر ذات اصل قديم في أرض تشيكّينا هو مونتانيانو الذي يضم أشياء كثيرة تعود أصولها إلى عصور ما قبل التاريخ (محفوظة بالمتحف التشيفيكى بألبانو) ومقبرة منذ القرن التاسع قبل الميلاد (توجد اليوم في متحف القديس سكولاستيكا في سوبياكو). ينحدر اسم هذا المكان عن القديم مونتى جيانو الذي ذكره فيرجيل في انييدى (622-601.VII)وقت هبوط الإله إنيا إلى مدينة لاتسيو (18). أُنشِئ في مونتانيانو منزل ريفى\عزبة مونتى جيانو (تور دى بار اليوم) ليس ببعيدٍ عن الطاحونة الجميلة التي أُنشِئَت فيما بعد في القرن السادس عشر وتغذيها مياه بحيرة نيمى، وكان ذلك في العصر الوسيط.
في العصر الوسيط ظهرت بعض المستوطنات المُحَصَّنَة بالقرب من تشيكّينا: قلعة سافيللو (19), تور دى بار (مونتانيانو) (20), تور باللوتسى (21), وبرج المستشار.
تعود الأخبار\المعلومات التاريخية الأولى عن تشيكّينا إلى منتصف القرن السابع عشر، بالتحديد إلى عام 1611 عندما اشترى الراهب سباستيان تشيكّينى –من العائلة النبيلة كابيتولينا- منزل ريفى قديم منهار تمامًا، فرَممَّمَّه ووَسَّعَّه وهو اليوم موجود بالمنطقة المعروفة بتشيكّينا الجديدة. وفي عام 1670 تقريبًا ألحق رجال الدين المنزل بكنيسة صغيرة مخصصة للقديس انطونيو من بادوفا (22) والتي يرقد بداخلها جثمان الماركيزة فرانشيسكا فيرايولى منذ عام 1881. أمَّا عن باقى المنطقة فكان جزءً كبيرًا منها مِلكًا لمجموعةٍ من العائلات (23) خاصة عائلة سافيللى (24), وعائلة كيجى (25) وعائلة ديورا (26).
في عام 1863 تم إنشاء خط سكة حديد يربط بين روما وفالليترى مارًا بمدينة تشيكّينا، ووضع افتتاح محطة السكة الحديدية (27) أُسُسَ تطوير المنطقة مستقبلًا من حيث البناء والتعمير. وعبر الكتابات (11) والحكايات المتداولة من جيل إلى جيل ذاعت بين السكان معلومة حتى اليوم وهي أن أول منشأة في مدينة تشيكّينا الحالية كانت عبارة عن تجمع سكنى مستقل في حوالى عام 1880 بجانب محطة السكة الحديدية التي استخدمت أيضًا كمكتب بريد، هذا التجمع أنشأه جيوفانى بريمافيرا أحد السكان الأصليين لمدينة تشيكينا.
اندلعت اضطرابات وأعمال شغب عنيفة مطالِبَةً بتقسيم الأراضى، وذلك بعد صدور قرار فيفاكى الذي كان يأمر بتقسيم ممتلكات كبار مالكى الأراضى على الأشخاص العائدين من الحرب العالمية الأولى وذلك في المحيط الغربى من القلاع الرومانية، أي من مدينة تشامبينو التي كانت تُسَمى رابطة ميلانو وقتها، وحتى مدينة فالليترى، عبورًا بعدة مدن مثل فراتوكا، تشيكينا وجينزانو.
في منتصف الثلاثينيات من القرن العشرين وبالتحديد عام 1935 الذي يُمَثل تاريخًا مهمًا للبلدة، تم التخلى عن وسط تشيكينا والمناطق المحيطة بها من منازل متفرقة، خلال تبادل أراضى بين بلدية روما والبلديات المجاورة، أمَّا في ألبانو لاتسيالى فكان الجزء الواقع شرق منفذ بحيرة نيمى من نصيب بلدة أريتشا (جينيسريتو، نافورة البابا، وبانى القديسة مريم); وانضم كلٌ من مونتانيانو السفلى، أي أسفل منطقة أردياتينا، بيسكاريللا إلى بلدة بوميتسيا (حدث ذلك مؤخرًا بعد إنشاء بلدية أرديا التي ستصبح ملكًا لأخر بلدية أي بوميتسيا), بينما انتهى الحال بكامبوليونى بأن انضمت إليها أبريليا، مدينة أقيمت حديثًا لأعمال الإصلاح الزراعى وتطهير الحقول من آثار الحرب في المقاطعة الجديدة المُسَماة وقتها ليتوريا وحاليًا لاتينا. نظرًا لسحر المكان وقربه من مناطق المستنقعات الزراعية، أو بسبب انتهاء النظام الفاشى بدأت البلدة في الشهرة والاتساع على يد بعض حرفيى وفلاحى المنطقة (من ألبانو وأريتشا وجينزانو) متفردين بهدف تحقيق عِمَالةٍ أفضل، مُنشِأةً بذلك أيضًا محطة استراحة وإمداد بطول طريق نيتونيزى (28), حيث ستتسع محطة السكة الحديدية فيما بعد وستشهد المنطقة السكنية ظاهرة هجرة هائلة فتستقبل الكثير من العمال الأصليين للمنطقة، بالإضافة إلى عمال من مناطق أخرى (أبروتسو، أومبريا، ماركى، تشيتشوريا القريبة) وكذلك من إقليم كالابريا وفينيتو وإيميليا رومانيا (29).
أثناء الحرب العالمية الثانية وبعد هبوط الحلفاء في يناير 19944 في "أنزيو" Anzio . وجدت تشكينا في بداية القتال وفي بداية الحرية التي نالتها القلاع ما بين 2 و 3 يناير 1944 , صدر مرسوم " ميثاق " " جوللو" " Gullo" الذي من نتائجه إعادة توزيع الاراضى التابعة للملكيات الكبيرة التي تهتم دائما بالجزء الغربى ل " كوللى البانى " " Colli Albani " التابعة لتشكينا. بين الخمسينات والستينات، كانت هناك زيادة كبيرة في عدد السكان ودعم أكثر للتنمية الحضارية من خلال خلق ارتفاع للطرق لشارع Nettunense لعبور خط السكة الحديد " روما – فليترى ", وبناء الابرشية ' اماكن أو رعية تابعة لسلطة الاسقف ' للقديس فيليب نيرى وأيضا السجون والمدارس الابتداية زالمتوسطة. وتبعا للافتتاح لاستقرار " كونتيرى " Contir " ب تشكينا القديمة و" أروس " الجنوبية في بوجيو امينو و Metalchimica في طريق لاتسيو و " مكواى بانى" للقديسة مريم والعديد من الانشطة في مختلف مجالات الحياة العامة، عملية مستمرة بلا توقف حتى في الفترة الحالية. اليوم تشكينا بالرغم من التنمية الصناعية والتجارية الملحوظة في العقود الاخيرة إلا إنها دولة ترتكز على جذور وتقاليد وإن كان ذلك من اجل المستقبل.

## الاثار والاماكن ذات اهمية

### الكنائس والاديرة
«كنيسة الرعية» الباروكيالى«Parrocchiale للقديس» فيليبو نيرى «: الباروكيا» بتشكينا لالبانو لاتسيو، سميت على اسم القديس فيلبو نيرى لعام 1941 للقرن الماضى. حيث تم انتهاء الاتحاد بين القديس ومجتمع تشكينا: الماركيز فيراجوليا والتبرع لارض لبناء كنيسة الرعية ووضع شرط بتخصيص البناء الجديد للذكرى من زوجها الراحل فيليبو، هكذا اسقف البانو والكاردينال جرانيتو بينياتيلى بلمونتى وأقامت كنيسة الرعية في البلد المخصصة لفيليب نيرى. حتى اليوم يمثل مكان تجمع ملموس للمجتمع التشكينى وذلك بفضل العديد من المبادرات الرعوية ووجود شباب الخطابة. كنيسة القديس انطونى ببادوفا القصور والبوت الريفية والفيلات أقدم وأهم الهيئات والبيوت الريفية الواقعة في الإقليم بما في ذلك: بيت «ميليتا» أو «كاساليتو»: المبنى من اقدم البيوت بتشكينا ويقع في اراضى البانو لاتسيو ويقع بجواره بحيرة نيمى التي كانت بالفعل تستخدم كقاعدة للراهبات الدير قبل عام 1000 , التي كانت تُحكم من قبل «باديسًا بونيزا» وتسمى أيضا «دولكيرا» ابنة أحد «كوريولانو» وأصبح بعد ذلك دير القديس «نيكولاس» وتعتمد اعتمادا مباشرا على القديس الرومانى «تشيرياكو». ويبلغ سمك الجدار 1.80 متر ليكون طاحونة لعائلة «بالتسو» عام 1662 . بين اصحاب البيوت والهيئات يجدر بالذكر «التيرى Altieri»: تم العثور على مفتاح رائع داخل الجدار، محفوظ بشكل جيد، ولكن لم يتم توضيح سبب وجوده وأصله . اليوم، يتم استخدام المنزل كقطاع تجارى . هيئة «تور بالوتسى»: تنتمى هذه الهيئة للقديس «باولو» و «البانو لاتسيو». في 1676 البابا «كلمنت العاشر» الذي كان من Altieri , اعطاها لبالوتسو (ومن هنا جاء الاسم) مماجعله يأخذ عائلاته لتجنب انقراض أسرة Altieri التي لم تكن لها ورثة من الذكور . هيئة ومزرعة «فيلا فرانكا» أو «باسكولارو» «مزرعة فابى» هيئة R . R تناسب لزراعة الكروم، تنتمى ل «سافيللى» وأصبحت بعد ذلك جزء من كهنة «ألبانو» وجزء من كهنة «أريتشيا». وهي فيلا من ثلاث طوابق مثيرة للاهتمام من الجانب المعمارى، مع نطاق بيضاوى وبوابة حجرية من الحجر الحمم، نموذجية في المنطقة، يوجد شعار «النبل» ل «اليساندرو فارنيزى» والبابا «هونوريس الثالث» وتقع شواء في الاراضى الالبانية أو سواء في الاراضى «الاريتشونى». وتعاقد «بولينيانو الرابع» لفيلا فرانكا R . R في عقد دائم 1618 . بيت «أنجلينى» وهيئة «نيجرونى الرابع»: يقع المنزل على الممتلكات القديمة من دير القديس «أليسيو» والقديس «بونيفاتشيو», تحت الحكم المباشر من كهنة «أريتشيا». في عام 1619 تم شراؤها من قبل السيد MonsignorMarcaurelio Moraldi من «تشيزينا» الذي بنا كنيسة صغيرة لا تزال موجودة وبالقرب منها مزرعة ببرج ذات سلم لولبى ومناسبة للمنطقة مصنوعة بمهارة لتكون عمل فنى يعجب به . وبعد ذلك كل شئ أُعطى «لنيلجرونى» الذي سميت البلدة باسمه «كوارتو نيجرونى». في عام 1893 جاء اخيرا في صورة مهندس انجلينى، الذي مازال يحتفظ بملكية الاسرة . يمكنك ان ترى ع البوابة شعار بصور اثنين من الشرطة يدعمون ثلاثة قوارب. اليوم، يعتبر المكان منطقة صناعية كبيرة ل «كانتشيليرا – كوارتو نيجرونى» الذي ينتمون إلى مجالس «أريتشيا» و «البانو لاتسيو». بيت الفونتانا للبابا: العزبة، منذ العصور القديمة، يتكون من تلاث هيئات: واحد من الثلاث يستقر فيها رجال أمن الاسقف «البابوية» مرافقين البابوية، وفي المبنى الثانى كان مصلى مخصص للقديس «أنطونى» من بادوفا بينما كان الثالث فندق لاقامة الحجاج وحوض للارتواء (ومن هنا جاء اسم البيت). تم تدمير جسر المزرعة الذي بناه البابا «بيو التاسع» على أيدى النازيين خلال حرب الحرب العالمية الثانية . وهذا المكان يستحق الزيارة لتتاكد بنفسك كيف هذا المكان ساحر وغريب . ويقع المنزل في اقليم «البانو لاتسيو ط بينما البلدة» اريتشيا «. بيت تشكينا القديم ل» كونتى جيبتولينى«: هذا البيت بنى من قبل السيد Sebastiano Cecchini, وتم شراؤه من قبل» ماركيز فيرايولى«في مزاد علنى ’ عقد من قبل محكمة «البانو لاتسيو» عام 1898الذى كان يملك بالفعل الاراضى المجاورة . وحاليا هو ملك لعائلة» جينتيولى «الذين ورثوا» ماركيز فيرايوليا «. هذا هو المنزل الذي ادى إلى ولادة ط تشكينا» وتقع في اقليم «لاتسيو البانو». هيئة «تشيزى»: بمساحة R .R 42 , تستخدم لزراعة الكروم وينتمى اليها رهبان من «جيروتافرانا». في عام 1473 انتقلت الملكية ل Salvelli وفي عام 1580 تم عقد أيجار . وهي تقع في اقليم Aricciono هيئة وبيت «البالياروزا»: في عام 1661 كانت مزرعة صغيرة مع بيت مجاور وتستخدم من جانب الامراء «كيجى» للصيد وبعد ذلك لتخصيب بساتين البرتقال بواسطة التطعيم من قبل «كابولى» واصبحو الملاك الجدد له . في عام 1930 تم بيعها للقائد «ريتشونى» الذي حولها وعمل على توسيعها بالشكل الذي توجد عليه اليوم . خلال الحرب العالمية الثانية، تم حرق تمثال – 30 سم - لجندى الاترورية بسبب قنبلة وبعد ذلك أيضا تحلل حمام رومانى ذات الوان وردية من اثر الهواء . ليس بعديدا، تم العثور على هيكل عظمى لطفل بعين واحدة، ويعتقد انه قد قتل من قبل افراد الاسرة كمانت تجرى العادة في روما القديمة . ويوجد اشياء أخرى تم ايجادها في الهيئة منها مقبرة مسيحية وانبوب وجدت في محيط للنفايات السائلة في بحيرة«نيمى» حيث يوجد عليها نقش يحمل «اوريليوس», هذه وبعض النتائج الأخرى في الهيئة والمناطق المجاورة لها، افترضوا المدينة القديمة الأولى Volscan ثم اللاتينية Corioli والارض بأكملها تقع تقريبا تحت Ariccia . باستثناء جزء صغير ينتمى إلى بلدة Genzano . هيئة «جينستريتو»: هيئة ل R .R 62 تستخدم لزراعة الكروم، تنتمى للاديان Fatebenefratelli منذ 1853 . تم وضعها تحت إدارة «أريتشيا». هيئة «بيانى» للقديسة مريم: وسميت هكذا لانها تنتمى لكهنة كنيسة «اريتشيا» المكرسة للقديسة مريم اسونتا . حول عام 1980 اى مايعادل R R 61 كانت الاراضى لا تزال مثقلة بايجار طويل الاجل للفضل في اريتشيا (الذي يقع في اراضيها شلالات).
بين اصحاب البيوت والهيئات يجدر بالذكر «التيرى Altieri»: تم العثور على مفتاح رائع داخل الجدار، محفوظ بشكل جيد، ولكن لم يتم توضيح سبب وجوده وأصله . اليوم، يتم استخدام المنزل كقطاع تجارى . هيئة «تور بالوتسى»: تنتمى هذه الهيئة للقديس «باولو» و «البانو لاتسيو». في 1676 البابا «كلمنت العاشر» الذي كان من Altieri , اعطاها لبالوتسو (ومن هنا جاء الاسم) مماجعله يأخذ عائلاته لتجنب انقراض أسرة Altieri التي لم تكن لها ورثة من الذكور . هيئة ومزرعة «فيلا فرانكا» أو «باسكولارو» «مزرعة فابى» هيئة R . R تناسب لزراعة الكروم، تنتمى ل «سافيللى» وأصبحت بعد ذلك جزء من كهنة «ألبانو» وجزء من كهنة «أريتشيا». وهي فيلا من ثلاث طوابق مثيرة للاهتمام من الجانب المعمارى، مع نطاق بيضاوى وبوابة حجرية من الحجر الحمم، نموذجية في المنطقة، يوجد شعار «النبل» ل «اليساندرو فارنيزى» والبابا «هونوريس الثالث» وتقع شواء في الاراضى الالبانية أو سواء في الاراضى «الاريتشونى». وتعاقد «بولينيانو الرابع» لفيلا فرانكا R . R في عقد دائم 1618 . بيت «أنجلينى» وهيئة «نيجرونى الرابع»: يقع المنزل على الممتلكات القديمة من دير القديس «أليسيو» والقديس «بونيفاتشيو», تحت الحكم المباشر من كهنة «أريتشيا». في عام 1619 تم شراؤها من قبل السيد MonsignorMarcaurelio Moraldi من «تشيزينا» الذي بنا كنيسة صغيرة لا تزال موجودة وبالقرب منها مزرعة ببرج ذات سلم لولبى ومناسبة للمنطقة مصنوعة بمهارة لتكون عمل فنى يعجب به . وبعد ذلك كل شئ أُعطى «لنيلجرونى» الذي سميت البلدة باسمه «كوارتو نيجرونى». في عام 1893 جاء اخيرا في صورة مهندس انجلينى، الذي مازال يحتفظ بملكية الاسرة . يمكنك ان ترى ع البوابة شعار بصور اثنين من الشرطة يدعمون ثلاثة قوارب. اليوم، يعتبر المكان منطقة صناعية كبيرة ل «كانتشيليرا – كوارتو نيجرونى» الذي ينتمون إلى مجالس «أريتشيا» و «البانو لاتسيو». بيت الفونتانا للبابا: العزبة، منذ العصور القديمة، يتكون من تلاث هيئات: واحد من الثلاث يستقر فيها رجال أمن الاسقف «البابوية» مرافقين البابوية، وفي المبنى الثانى كان مصلى مخصص للقديس «أنطونى» من بادوفا بينما كان الثالث فندق لاقامة الحجاج وحوض للارتواء (ومن هنا جاء اسم البيت). تم تدمير جسر المزرعة الذي بناه البابا «بيو التاسع» على أيدى النازيين خلال حرب الحرب العالمية الثانية . وهذا المكان يستحق الزيارة لتتاكد بنفسك كيف هذا المكان ساحر وغريب . ويقع المنزل في اقليم «البانو لاتسيو ط بينما البلدة» اريتشيا «. بيت تشكينا القديم ل» كونتى جيبتولينى«: هذا البيت بنى من قبل السيد Sebastiano Cecchini, وتم شراؤه من قبل» ماركيز فيرايولى«في مزاد علنى ’ عقد من قبل محكمة «البانو لاتسيو» عام 1898الذى كان يملك بالفعل الاراضى المجاورة . وحاليا هو ملك لعائلة» جينتيولى «الذين ورثوا» ماركيز فيرايوليا «. هذا هو المنزل الذي ادى إلى ولادة ط تشكينا» وتقع في اقليم «لاتسيو البانو». هيئة «تشيزى»: بمساحة R .R 42 , تستخدم لزراعة الكروم وينتمى اليها رهبان من «جيروتافرانا». في عام 1473 انتقلت الملكية ل Salvelli وفي عام 1580 تم عقد أيجار . وهي تقع في اقليم Aricciono هيئة وبيت «البالياروزا»: في عام 1661 كانت مزرعة صغيرة مع بيت مجاور وتستخدم من جانب الامراء «كيجى» للصيد وبعد ذلك لتخصيب بساتين البرتقال بواسطة التطعيم من قبل «كابولى» واصبحو الملاك الجدد له . في عام 1930 تم بيعها للقائد «ريتشونى» الذي حولها وعمل على توسيعها بالشكل الذي توجد عليه اليوم . خلال الحرب العالمية الثانية، تم حرق تمثال – 30 سم - لجندى الاترورية بسبب قنبلة وبعد ذلك أيضا تحلل حمام رومانى ذات الوان وردية من اثر الهواء . ليس بعديدا، تم العثور على هيكل عظمى لطفل بعين واحدة، ويعتقد انه قد قتل من قبل افراد الاسرة كمانت تجرى العادة في روما القديمة . ويوجد اشياء أخرى تم ايجادها في الهيئة منها مقبرة مسيحية وانبوب وجدت في محيط للنفايات السائلة في بحيرة«نيمى» حيث يوجد عليها نقش يحمل «اوريليوس», هذه وبعض النتائج الأخرى في الهيئة والمناطق المجاورة لها، افترضوا المدينة القديمة الأولى Volscan ثم اللاتينية Corioli والارض بأكملها تقع تقريبا تحت Ariccia . باستثناء جزء صغير ينتمى إلى بلدة Genzano . هيئة «جينستريتو»: هيئة ل R .R 62 تستخدم لزراعة الكروم، تنتمى للاديان Fatebenefratelli منذ 1853 . تم وضعها تحت إدارة «أريتشيا». هيئة «بيانى» للقديسة مريم: وسميت هكذا لانها تنتمى لكهنة كنيسة «اريتشيا» المكرسة للقديسة مريم اسونتا . حول عام 1980 اى مايعادل R R 61 كانت الاراضى لا تزال مثقلة بايجار طويل الاجل للفضل في اريتشيا (الذي يقع في اراضيها شلالات). هيئة وبرج «كانتشيليرا»: كان في الاصل العقارى حجمه كبير إلى حد ما وهي R . R 194 والذي تم استخدام معظمه في الكروم والعنب والقمح وبداية ينتمى إلى «سافيللى» ثم إلى «كيجى». البرج والمعروف بالبرج الصغير من قبل سكان المكان، اسس من حجر الصوان والرخام من بقايا الخراب الرومانى، يأخذ اسم الاسرة «كانتشيليرا» من عصر النهضة (روما). سميت بذلك لانها عقدت صفقات شراء في المحكمة البابوية خاصة باتجاه البحر (فقط 20 كم) ونظرا للغارات المتتابعة التي وقعت فيها وسعت الاتصال مع نقاط مراقبة أخرى . وأراضيها مقسمة بين المجالس المحلية «للالبانو لا تسيو» و «لارتيشيا». اليوم هي منطقة صناعية كبيرة ونشطة .
هيئه السكك الحديدية (مونتانيانو): يتجاوز عرض البرج وجدرانه ا م .انشئت في بدايه القرون الوسطى كمرصاد يستخدم في الدفاع ضد العديد من الغارات القادمة عن طريق البحر. وقديما كان يوجد هناك طاحونه.كان رهبان سانت اناستاسيو يملكوا هذا المنزل والبرج التابع له إلى ثم الت ملكيته في وقت لاحق إلى عائله بونكومبانى وانسوينى واخيرا نقلت ملكيته إلى عائله فارينا. في عام 1934 قامت عائله كولوتشى بشراء الملكية. وينقسم الإقليم إلى مدينه البانو لاتسيو وارتشى ومدينه أرديا.
إدارة رونشيليانو: في البداية كانت تنتمى إلى عائله سافيلى ثم نقلت ملكيتها إلى عائله شيجى وفي وقت لاحق إلى عائله بونكومبانى. وفي عام 1981 ظهرت مشكله ارتفاع قيمه ايجار الأرض في الجزء العلوى من الإدارة بتشيكينا. وتتبع هذه الإدارة مدينه البانو لاتسيو.
تشيكينا في البانو: نظره على الحى عن طريق لاتسيو؛ واحده من اولى المستوطنات التي انتشرت حول محطه السكك الحديد (صورة).
إدارة ومنزل كامببوليونى-إدارة تلال سانت بول- إدارة وادى بوليفا: كانت تابعه إلى رهبان سانت بولفى بمدينه البانو لاتسيو ثم نقلت ملكيتها في وقت لاحق إلى عائله سافيلى ثم إلى عائله كولونا ثم إلى عائله شيجى . يقع المنزل الكومبوليونى في اقليم ابريليا في مقاطعه لاتينا في المنطقة المجاورة مباشرة لحدودها ولحدود مدينه اريتشا ومدينه البانو لاتسيو. توجد ادارتها دائما في اقليم ابريليا حيث تنحدر عموديا على الشارع النبتونى في اتجاه محطه كامبوليونى وبلده تحمل نفس الاسم محصورة بين خط السكة الحديد روما- فورميا- نابولى واقصى اراضى اريتشا ولانوفيو- لتنضم اخيرا مع إدارة أخرى تسمى وادى اوليفا والتي توجد أيضا في اقليم ابريليا. وتمثل إدارة تلال سان باولو اخر قطعه ارض تقع في جنوب اراضى بلده اريتشا.
فيلا الاسقف المحلية: هو بناء على الطراز الحديث يشغل مساحه 900م2 محاط بحديقه خضراء جميله مليئه بأشجار الصنوبر.أنشائها لويس غارغيولو وقامت بشرائه فيما بعد عائله الاسقف . والان يعد أحد ممتلكات البلدية الالبانيه والتي تشمل مقر المكتبة المحلية لتشيكينا وحديقه العاب للاطفال .كما كانت تعد المقر الأول لمقاطعه تشيكينا في اقليم البانو لاتسيو.

## المجتمع
ازقه وسط المدينة بتشيكينا البانو (صورة)

### لغات ولهجات
المقال الرئيسى . للتفاصيل انظر إلى المقال الرئيسى للهجات كاستيلى رومانى.
تعتبر اللغة الايطاليه هي اللغة الرسمية المستخدمة في مدينه لاتسيو البانو واريتشا وارديا: حيث لا يوجد اقليات لغويه ذات اصول تاريخيه أو عدديه وجدت هناك معترف بها رسميا. وبالنسبة للهجات المحلية لكاستلى رومانى المستخدمة قديما في هذه المنطقة فهى اللهجة الالبانيه واللهجة الاريتشيه حيث انضمت لهجات أخرى لعدد كبير من السكان الجدد الذين استقروا فيها والذين لم يستقروا فيها وخاصه الوافدين من تشوتشاريا بعد الحرب العالمية الثانية وبعد زياده وفود العمالة لروما وادخال ارديا واريتشا في المنطقة المستفاده من مصادر خزينه منتصف الظهر .
اليوم تستخدم اللهجة الرومانية على نطاق واسع قليلا في جميع انحاء العاصمة وخاصه في الربع الجنوبى من مقاطعه روما.

## الثقافة

### المكتبات
مكتبه تشيكينا الالبانيه: تعد فيلا الاسقف المحلية مقر المكتبة المحلية هناك.حيث تحتوى مدينه تشيكينا الالبانية على مكتبه محليه عامة توجد بداخل فيلا الاسقف المحلية.افتتحت عام 1982 وتحتوى على 8331 مجلد كما انها تقدم العديد من الخدمات للمواطنين وتشغل 125 م2 من الطابق الأول للبناية. حتى عام 2006 كان المقر الرئيسى للمقاطعه يقع في غرفتين متجاورتين من البناية والان نقلت في بناء حديث ذو هيكل ملائم في شارع روكا دى بابا حيث بنيت الإدارة المحلية لتحقيق غرض الادرارة السابقة ألا وهو توفير خدمه أفضل للمواطنين.

### المدارس
يوجد في الإقليم الالبانى خمس مدارس اساسيه؛ رياض أطفال ومدرسه ابتدائية ومدرسه متوسطه ومعهد للتدريب والتأهيل للعمل ومدرسه شامله.

### المطبخ
كما هو الحال في جميع مدن كاستلى رومانى يمكنك تذوق الاطباق التقليدية المشهورة بها مثل: المعجنات مع الجبن والفلفل أو مع عيش الغراب أو اللحوم المحلية كلحم العجل ونقانق لحم الخنزير وانواعه كلحم الخنزير المشوى والبورتشيا الشهيرة من اريتشيا ويوجد أيضا حيوانات الصيد القابله للاكل ومنتجات الالبان ومشتقاتها والقرنبيط (البروكلى) (ومن أشهر أنواع القرنبيط هناك هو قرنبيط (بروكلى) البانو لاتسيو).

### الاعياد والمهرجانات والمناسبات
تشيكينا الالبانيه، ساحه 25 أبريل.
تمثل الحرف المحلية أحد أكبر وسائل التعبيرفى المعرض السنوى لمهاد السيد المسيح والتي توضع في عيد الميلاد والان يعقد في عامه الرابع عشرحيث يجذب الكثير من محبينه ومن لديهم الشغف في الذهاب اليه من جميع انحاء اقليم كاستلى رومانى؛ وأيضا مهرجان القديس الراعى الذي يعقد في 26 مايو لاحياء ذكرى القديس الراعى فيليبو نيرى حيث يتجه جميع السكان لاداء شعائر الصلاة والاحتفالات.
ويعقد كل عام في الإقليم الالبانى الكرنفال التشيكينى ومن مراسم الاحتفال به مرور موكب من العربات التي تجوب شوارع البلاد حيث يجتمع الأطفال والسكان مرتديين الاقنعه في ساحه 25 أبريل . خلال الفترة الصيفية - في شهرى يوليو وأغسطس - ينظم الصيف التشيكينى كموعد لعروض الملاهى اليليه والموسيقى الحية والرقصات في نطاق المجال الرياضى لابريشيه باول السادس.

## شخصيات من تشيكينا
رودولفو لاجانا (روما 1957) ممثل ايطالى

## الجغرافيا البشرية

### التخطيط الحضرى
في تشيكينا بالقرب من شركه فونتانا دى بابا في بلده اريتشيا يتم التخطيط لبناء مشفى جديد يضم العديد من التخصصات الطبية في كاستلى رومانى التي تجمع تصميمات الهياكل المختلفة للمبانى الموجودة في الإقليم حتى الآن .

### الموقع
كتب دبليو غوته من هذه الأرض في كتابه (رحله إلى إيطاليا)
«المشهد الأكثر تواضعا هو ان تقدم في كل خطوه تخطوها للمصمم مواضيع مذهله . وجهه النظر لا نهايه لها فهنا يمكنك ان تجد دائما شيئا جديدا وجذابا».
أحد صور برج الكانشيلييراوالذى يطلق عليه اسم توراتشا الذي يقع في اقليم مقاطعه تشيكينا الالبانيه بين بساتين الزيتون والتين الشوكى.(صورة)
منظر اخر لبرج الكانشيلييرا (صورة)
غروب الشمس في الريف التشيكينى على برج بلاتسى (صورة)
تعتبر تشيكينا بلده ذات ثقافه قويه وتقاليد عريقة على الرغم من انها مقسمه إلى ثلاث ادارات محلية وبما في ذلك كونها الدائرة الانتخابيه الأولى فبالتالى فهى جزء لا يتجزأ من بلده البانو لاتسيو . اراضيها متجانسه ومتماسكه دون انقسامات. وتنقسم إلى المواقع التالية:
البيرو دى بيبى (بلده في البانو لاتسيو)
كانشيليرا (بلده بالبانو لاتسيو واريتشيا)
تلال ناسونى (بلده في البانو لاتسيو)
فونتانو دى بابا ومنزله (بلده في اريتشيا والبانو لاتسيو)
جينيستريتو (بلده في اريتشيا)
مانتيليا من ارديا (بلده في ارديا)
ماسيميتا (بلده في البانو لاتسيو)
ميلونى (بلده ف ى البانو لاتسيو)
مونتانيانو (بلده في البانولاتسيو وارديا)
مونتانيانيلو (بلده في اريتشيا)
بانتانيلى (بلده في البانو لاتسيو)
بارك دوميتان (بلده في البانو لاتسيو)
بيرلاتورا (بلده في البانو لاتسيو واريتشيا)
مشروع سانت ماريا (بلده في اريتشيا)
بيتروتشى (بلده في البانو لاتسيو)
بوجيو امينو (بلده في البانو لاتسيو)
منطقه عبر لاتسيو ومحطه القطار (بلده البانو لاتسيو)
منطقه بالوتسو (بلده البانو لاتسيو)
رونشيليانو (بلده في البانو لاتسيو)
روفيلى (بلده في البانو لاتسيو)
سارديلى (بلده في البانو لاتسيو)
طاليانى (بلده في البانو لاتسيو)
برج بالتسى (بلده في البانو لاتسيو)
قريه اردياتينو (بلده ارديا)
قريه فالى غايا (بلده ارديا)

## الاقتصاد
صورة للريف التشيكينى (من الجانب الالبانى) مع بساتين الزيتون وكروم العنب وفي الخلفية البحر التيرانى (مارينا دى ارديا وتورفاجانيكا)

### الزراعة
تعتبر زراعه الكروم المستخدمة في إنتاج النبيذ أحد مجالات الزراعة المتقدمة هناك ويتضح ذلك من خلال وجود اثنين من مصانع النبيذ الرئيسية هناك سواء في الإقليم الالبانى أو الإقليم الاريتشى بجانب قبو النبيذ بفيلا فرانيكا وبيت النبيذ بمؤسسه فونتا دى بابا لانتاج النبيذ . وتتوفر أيضا زراعه المنتجات المحلية مثل الزيتون والخضراوات والحبوب.

### الحرف والصناعات
تعد صناعه المعادن والصناعات التقليدية من انشط الصناعات هناك وخاصه في المناطق الصناعية الكبيرة لمدينه كوارتو نيجرونى (بلده تقع في مدينه تشيكينا الاريتشيه)ومدينه كانشيلييرا مقسمه بين مدينه البانو لاتسيو واريتشيا تضم اكتر من 50 شركه منهم من يعمل في القطاعات الهندسية وشركات صناعيه وحرفيه وتجارية صغيره ومتوسطه وشركات الخدمات.وتمثل حركه الانتقالات إلى روما (والتي تستغرق 40 دقيقه للوصول إلى محطه قطار تيرمينى) واقع اخر في عالم العمل بتشيكينا.

### الخدمات
تشيكينا الاريتشيه: المنطقة الصناعية في مدينه كانشيلييرا
في تشيكينا، تمثل منطقه رونشيليانو مكب نفايات لمدينه رونشيليانو - البانو لاتسيو منذ سنوات وحتى الآن مما وضعها وسط خلافات عديدة دون جدوى وفيما يتعلق بمشكله التخلص من النفايات واثارها الضاره على البيئة فقد خصصت بعد البلدان منذ ثلاثين عاما مقاطعه روما الجنوبية كمكبا للنفايات مثل: مدينه البانو لاتسيو وارديا واريتشيا وكاستيل جاندولفو وجينزانو من روما ولانوفيو ومارينو ونيمى وروكا دى بابا حيث تتكون من 6 حفر تكون الأخيرة منهم منخفضه .

## البنية التحتية والنقل
تشيكينا الالبانيه: وسط المدينة والشارع النبتونى والشارع الرئيسى للبلده (صورة)

### الطرق
وصف الطريق من روما إلى انسيو ونبتون:
لكى تذهب إلى نبتون وتزور مدينة انسيو القديمة يتوجب عليك مغادرة روما عن طريق ميناء سان جيوفانى . توجد حانه فراتوكيي اسلك بعدها يمين الطريق حيث تبعد انسيو من مدينه البانو بمسافه 24 كم وحوالى 31 كم من مدينه روما وعلى طول الطريق نجد إدارة بولافيرتى وبرج فالكونى وكاستولوتشيا ومونتى رومانو وسانت ماريا في فورنارولا والتي يصادف هناك وجود بحيرة تورنو أو جوتورنو ثم نصل بعد ذلك إلى إدارة مارجانو وبرج الكانشيلييرا وتشيكينا وفونتانا بابا وحانه تشيفيتا ومدينه كاروتشيتو البرجوازيه حيث تقع في منتصف الطريق لأولئك الذين ذهبوا من البانو حيث هناك حاجة لاتخاذ معهم دليل حتى لا يفقدوا طريقهم في الغابة الهائلة من مدينه نبتون حيث تمتد من المدينة وحتى البحر والتي سميت قديما سيلفا انسيناتى وبعد حوالي 10 كيلومتر من الغابات لنصل إلى المدينة انسيو القديمة.
وتمر تشيكينا من الطريق الدولى 207 لمدينه نبتون والطريق الدولى السابع عبر مدينه ابيا لنصل لمدينه فروتشيى والتي تربط مدينه كاستلى رومانى بمدينه انسيو ونبتون مارا بمدينه ابريليا لتكون متصله عن طريق البر بمدينه البانو من طريق المقاطعة 93 إلى مدينه تشيكينا الالبانيه ومن لمدينه برلاتورا إلى مدينه ارتشيا.ومن الطريق الدولى sp90bالبانو-كانشيلييرا.و الطريق sp4a
وجنيستريتو -فاليرتشى إلى جينزانو في روما.
7Aومن الطريق الدولى A94 في جينزانو-تشيكينا إلى ارديا ومن الطريق الدولي إلى كامبليونى إلى بويميزنا عبر الطريق الدولي B93 في كانشيلييرا_فالى كايا في سانتا بالومبا وروما ومن الطريق الدولى E3 عبر اردياتينا وفي المنطقة أيضا هناك طرق أخرى:-
الطريق الدولى A3 في مدينة رونشيليانو والطريق الدوليB64الطريق بمدينه تور بلاتسى والطريق الدولى 1 في مونتانيانو وكل هذه الطريق تربط بين وسط المدينة في تشيكينا وشارع اردياتينا في الاتجاه الغربى نحو مدينه مونتانيانو في ارديا ويمر بالمدينة أيضا طريق الكورتال أو الطريق المشترك بينهم المسمى بالاونوراتى

### السكك الحديدية
السكك الحديدية في مدينه تشيكينا الالبانيه: وتوجد مؤسسه السيده مريم العذراء لسائقين مدينه تشيكينا ويمر خط سكه حديد روما -فيليترى بمدينه تشيكينا والموجود في وسط المدينة والمشهور بمحطه القطارات والذي يمر أيضا بمدينه جينزانو في روما واريتشيا.

### المطارات
تبعد مدينه تشيكينا 15 كم عن المطار الدولى (G.B باستيني) ومطار شامبينو في روما وتبعد 48 كيلومتر من مطار ليوناردو دا فينشي-فيوميتشينو.

## التقسيم الإدارى
- الهيئة الإدارية
- الإدارة
بلدة (تشكيينا – Cecchina) منقسمة إداريًـا بين الثلاث مناطق (بلديات) التالية :
1- Albano Laziale : وفيه يقع الجزء الأكبر من الأراضى (Cecchina di Albano Laziale).
2- Ariccia : (Cecchina di Ariccia)
3- Ardea : حيث يوجد الجزء القليل المتبقى من الأراضى (Cecchina Montagnano d'Ardea).

### إدارة منطقة Albano Laziale
(تشكيينا – Cecchina) هي المدينة الرئيسة للدائرة الثانية بهذه المنطقة.

## الرياضة

### كرة القدم
يعتبر)بولوسبورتيفا تشكينا - Polisportiva Cecchina AIPA Calcio) وهو فريق كرة القدم لمنطقة Cecchina di Albano Laziale مشاركًا في بطولة الدورى الممتاز المحلية، الأبيض والأحمر هما اللونان اللذان يعبران عن الفريق.
نشأت كرة القدم بمدينة تشككينا عام 1976 على يد (فينتينسو توماى - Vincenzo Tomei) وعدد من الأعضاء الآخرين بتأسيسهم مجتمع كُورى صغير، بدأت تظهر النجاحات المبكرة والخطوات الأولى للمجموعة.
أخذ هذا المجتمع بالإتساع وصولاً لتأسيس مدرسة كوروية سرعان ما فرضت نفسها على الأراضى الإقليمية لتتخطى بذلك التصنيفات لمختلف مجموعات الهواة.
الباقى هو جزء من التاريخ الحديث : ففى عام 1996م حصد الفريق المركز الأول وتم إشاركه في التأهل حيث شارك في 6 بطولات بتزايد مطرد وصولا لعام 2001 للمركز الثانى الذي يتيح له إعادة تأهل مستحق للدورى الممتاز.
توالى علي الفريق عامان وهو بين اوائل المجموعة ليصل إلى المركز الثانى الرائع لموسم 2003-2004
أحد العامين خسر فيه فريق تشكينا امام فريق la Spes Mentana)) مباراة فاصلة والتي من شأنها أن تأهله للمجموعة (د).
مباراة الذهاب عام 2004-2005 تستحق النسيان لحصوله على المركز الرابع قبل الأخير، لكن حصل الفريق على كأس إيطاليا الإقليمى مقابل فريق Cynthia من منطقة Genzano بـ روما عقب مباراة نهائية مثيرة بإستاد Flaminio بمدينة روما .

### كرة الطائرة
فريق كرة الطائرة هو (بوليسبورتيفا ليبراتس تشكينا - La Polisportiva Libertas Cecchina) لمنطقة Albano Laziale, الوان الفريق هي الأبيض والأحمر .
نشأ فريق «لا ليبراتس» عام 1975 بهدف تقريب الشباب في منطقة تشكينا من لعبة كرة الطائرة .
في الوقت الحالى يمارس الفريق نشاطه الرياضى بالقرب من صالة الألعاب الرياضية بالمدرسة الإعدادية بـ تشكينا التي تقع في ميدان الخامس والعشرين من أبريل وتنظم دورات لمختلف الأعمار وكلا الجنسين .